# Haile Gebrselassie
Haile Gebrselassie (Ge'ez: ኃይሌ ገብረ ሥላሴ, haylē gebre silassē; * 18. dubna 1973) je etiopský sportovec běžec, atlet závodící na středních a dlouhých tratích jak na dráze, tak na silnici, ale i v přespolním běhu.
Je vítězem na tratích počínaje od 1500 metrů až po maratonský běh, tedy 1500 m, 2000 m, 3000 m, dvě míle, 5000 m, 10000 m, deset mil, 20 000 m, půlmaraton, 25 000 metrů a maraton. Během své sportovní kariéry překonal celkem 27 světových rekordů včetně rekordu v maratonském běhu z roku 2007 a 2008.  Jedná se o dvojnásobného olympijského vítěze na trati 10 000 metrů, čtyřnásobného mistra světa ve stejné disciplíně a trojnásobného halového mistra světa v běhu na 3000 metrů. V roce 1994 získal i bronzovou medaili na mistrovství světa v přespolním běhu na 5000 metrů. Patří k nejvšestrannějším vytrvalcům v historii atletiky. V roce 1998 vítěz ankety Atlet světa.
Na letních olympijských hrách 2008 v Pekingu neběžel maraton (kde o měsíc později překonal znovu světový rekord), zúčastnil se pouze závodu v běhu na 10 000 metrů, kde již medaili nezískal.

## Sportovní ocenění
- 1993 Mistrovství světa v atletice 1993
  - 10 000 metrů - 1. místo - zlatá medaile
  - 5 000 metrů - 2. místo - stříbrná medaile
- 1993 Mistrovství Afriky v lehké atletice
  - 5 000 metrů - 2. místo - stříbrná medaile
  - 10 000 metrů - 3. místo - bronzová medaile
- 1994 Mistrovství světa v přespolním běhu
  - 5 000 metrů volným terénem - 3. místo - bronzová medaile
- 1996 Letní olympijské hry 1996 v Atlantě
  - 10 000 metrů - 1. místo - zlatá medaile
- 1997 Mistrovství světa v atletice 1997
  - 10 000 metrů - 1. místo - zlatá medaile
- 1997 Halové mistrovství světa v atletice 1997
  - 3 000 metrů - 1. místo - zlatá medaile
- 1999 Mistrovství světa v atletice 1999
  - 10 000 metrů - 1. místo - zlatá medaile
- 1999 Halové mistrovství světa v atletice 1999
  - 1 500 metrů - 1. místo - zlatá medaile
- 2000 Letní olympijské hry 2000 v Sydney
  - 10 000 metrů - 1. místo - zlatá medaile
- 2001 Mistrovství světa v atletice 2001
  - 10 000 metrů - 3. místo - bronzová medaile
- 2001 Mistrovství světa v půlmaratonu
  - 1. místo - zlatá medaile
- 2003 Halové mistrovství světa v atletice 2003
  - 3 000 metrů - 1. místo - zlatá medaile
- 2003 Mistrovství světa v atletice 2003
  - 10 000 metrů - 2. místo - stříbrná medaile

## Světové rekordy a světová maxima
| Délka        | Čas (výsledek) | Datum           | Dějiště                         | Poznámka                                                   |
| ------------ | -------------- | --------------- | ------------------------------- | ---------------------------------------------------------- |
| 5 000 metrů  | 12:56,96       | 4. června 1994  | Hengelo, Nizozemsko             |                                                            |
| Dvě míle     | 8:07,46        | 27. května 1995 | Kerkrade, Nizozemsko            | světové maximum                                            |
| 10 000 metrů | 26:43,53       | 5. června 1995  | Hengelo, Nizozemsko             |                                                            |
| 5 000 metrů  | 12:44,39       | 16. srpna 1995  | Curych, Švýcarsko               |                                                            |
| 5 000 metrů  | 13:10,98       | 27. ledna 1996  | Sindelfingen, Německo,          | v hale                                                     |
| 3 000 metrů  | 7:30,72        | 4. února 1996   | Stuttgart, Německo,             | v hale                                                     |
| 5 000 metrů  | 12:59,04       | 20. února 1997  | Stockholm, Švédsko              | v hale                                                     |
| Dvě míle     | 8:01,08        | 31. května 1997 | Hengelo, Nizozemsko             | světové maximum                                            |
| 10 000 metrů | 26:31,32       | 4. 7. 1997      | Oslo, Norsko                    |                                                            |
| 5 000 metrů  | 12:41,86       | 13. srpna 1997  | Curych, Švýcarsko               |                                                            |
| 3 000 metrů  | 7:26,15        | 25. ledna 1998  | Karlsruhe, Německo              | v hale                                                     |
| 2 000 metrů  | 4:52,86        | 15. února 1998  | Birmingham, Velká Británie      | v hale                                                     |
| 10 000 metrů | 26:22,75       | 1. června 1998  | Hengelo, Nizozemsko             |                                                            |
| 5 000 metrů  | 12:39,36       | 13. června 1998 | Helsinky, Finsko                |                                                            |
| 5 000 metrů  | 12:50,38       | 14. února 1999  | Birmingham, UK                  | v hale                                                     |
| 10 kilometrů | 27:02          | 11. 12. 2002    | Doha, Katar                     | na silnici                                                 |
| Dvě míle     | 8:04,69        | 21. února 2003  | Birmingham, Velká Británie      | v hale                                                     |
| 15 kilometrů | 41:22          | 4. září 2005    | Tilburg, Nizozemsko             | na silnici, nebylo IAAF uznáno                             |
| 10 mil       | 44:24          | 4. září 2005    | Tilburg, Nizozemsko             | na silnici, světové maximum                                |
| 20 kilometrů | 55:48          | 15. ledna 2006  | Tempe, Arizona, USA             | na trati pro půlmaraton                                    |
| Půlmaraton   | 58:55          | 15. ledna 2006  | Tempe, Arizona, USA             |                                                            |
| 25 000 metrů | 1:11:37        | 12. března 2006 | Alphen aan den Rijn, Nizozemsko | na silnici, nebyl IAAF uznán - neklasifikován pro EPO test |
| 20 000 metrů | 56:25,98       | 27. června 2007 | Ostrava, Česko,                 | na trati pro 1 hodinový závod                              |
| Hodinovka    | 21,285 m       | 27. června 2007 | Ostrava, Česko                  | světový rekord                                             |
| Maraton      | 2:03:59        | 28. září 2008   | Berlín, Německo                 | bývalý světový rekord                                      |

## Osobní rekordy

### Pod širým nebem
| Trať             | Čas      | Datum              | Dějiště                                        |
| ---------------- | -------- | ------------------ | ---------------------------------------------- |
| 1 500 m          | 3:33,73  | 6. června 1999     | Stuttgart                                      |
| Míle             | 3:52,39  | 27. června 1999    | Gateshead                                      |
| 3 000 m          | 7:25,09  | 28. srpna 1998     | Brusel                                         |
| Dvě míle         | 8:01,08  | 31. května 1997    | Hengelo                                        |
| 5 000 m          | 12:39,36 | 13. června 1998    | Helsinky                                       |
| 10 000 m         | 26:22,75 | 1. června 1998     | Hengelo                                        |
| 10 km (silnice)  | 27:02    | 11. prosince 2002  | Ad-Dawhah                                      |
| 15 km (silnice)  | 41:38    | 11. listopadu 2001 | Nijmegen                                       |
| 10 mil (silnice) | 44:24    | 4. září 2005       | Tilburg                                        |
| 20 000 m (dráha) | 56:26,0  | 27. června 2007    | Ostrava - (Současný světový rekord)            |
| 1 hodina (dráha) | 21,285 m | 27. června 2007    | Ostrava - (Současný světový rekord)            |
| 20 km (silnice)* | 55:48    | 15. ledna 2006     | Phoenix, Arizona                               |
| Půlmaraton       | 58:55    | 15. ledna 2006     | Phoenix                                        |
| 25 km (silnice)  | 1:11:37  | 12. března 2006    | Alphen aan den Rijn (není registrována u IAAF) |
| Maraton          | 2:03:59  | 28. září 2008      | Berlín                                         |

### V hale
| Trať     | čas      | Datum          | Dějiště    |
| -------- | -------- | -------------- | ---------- |
| 1 500 m  | 3:31,76  | 1. února 1998  | Stuttgart  |
| 2 000 m  | 4:52,86  | 15. února 1998 | Birmingham |
| 3 000 m  | 7:26,15  | 25. ledna 1998 | Karlsruhe  |
| Dvě míle | 8:04,69  | 21. února 2003 | Birmingham |
| 5 000 m  | 12:50,38 | 14. února 1999 | Birmingham |